# Računalne igre uloga
Ovaj članak obrađuje računalne igre. Za društvene igre istog naziva koje uključuju papir, olovku, igraće kocke i drugo pogledajte igre uloga.
Računalne igre uloga (eng. RPG, Role Playing Games) su jedan od najzastupljenijih i najpopularnijih žanrova u igraćoj industriji.
Samo ime dolazi zbog vašeg načina igranja. Kroz RPG-e najčešće vodite jedan ili više likova (grupa zvana party = družina) i preuzimate njihove "uloge". Likovi mogu imati različite osobine (jaki napadi, specijalne čarolije i sl.), a glavni likovi se ističu dizajnom i naglašenim karakterom. Osim napredovanja kroz lokacije, skupljanja raznih predmeta (itema) i uništavanja neprijatelja, RPG igre su poznate najviše zbog svojih osebujnih i kompliciranih priča koje se protežu kroz cijelu igru.

## Likovi
Bez glavnih likova ne bi bilo ovakvih igara. Glavnog lika, vođu grupe, upoznajemo na samom početku (neke igre vam daju opciju nazivanja lika kako hoćete), pregledavamo njegove vještine i osobine, a kroz njegove razgovore s drugim likovima dobivamo uvid u njegov karakter, često razrađen u sitne pojedinosti. S likovima se igrač poistovjećuje i simpatizira ga ili obrnuto, pa svaki igrač dobiva svoje iskustvo iste igre, što je posebnost ovakvih igara. Između likova se stvaraju (ne)prijateljstva i sklonosti (u jednoj igri: Shadow Hearts - pojavljuje se lik homoseksualne orijentacije).
Svaki lik koristi svoje oružje (mač, štap, pištolj, koplje,...),ima posebne specijalne vještine i izgleda drugačije od svih drugih likova. Čarolijama (više se koristi magija) se mogu koristiti samo magičari, ali ima igara u kojima likovi dijele magiju. U određenim vrstama RPG-a se likovi dijele na klase (više o tome poslije).
Postoje i neigrivi likovi - NPC - Non-Playable Characters, koji ili dublje razrađuju priču (jako važni, najčešće glavni neprijatelji) ili upotpunjuju svijet oko vas (šetaju gradom, prodaju predmete, daju vam zadatke i sl.). Budući da potonji nemaju važniju ulogu, nisu toliko razrađeni kao gl. likovi, ali ponovo imaju jednu svoju osobnost.

## Sustav borbe
Drugi važni element RPG-a jest borba. U RPG-u likovi šetaju po polju, 3D okolišu ili prerendiranoj pozadini (u starijim RPG-ima),gdje mogu pričati s drugim likovima, kupovati predmete, odmoriti se u hotelu, pripremati se za borbu i sl. Field ekran se pojavljuje kada ste u gradu ili nekoj drugoj lokaciji. Izvan lokacija se nalazi svjetska mapa - world map, 2D-3D prikaz svijeta s prikazom svih lokacija. Na mapi se odvijaju borbe. Ovisno o igri,borbe se odvijaju slučajno (ne vidite neprijatelja) ili kako vi želite (neprijatelji su prikazani znakom ili nekim objektom). Kada dođe do borbe,ekran se mijenja i likovi se nađu na battle screenu - borbenom ekranu. Tada se borba odvija po pravilima igre i završava kad jedna strana pobijedi ili pobjegne. Nakon toga ste vraćeni na prijašnji ekran. Borbe se odvijaju na mapi i na polju.

### Razvijanje Likova
U borbama likovi skupljaju iskustvo (EXP - Experience). Određena količina EXP-a je potrebna za dizanje lika na viši nivo (level), tako povećavajući osobine lika.
Osnovne osobine lika su:

- Stamina/Energy/Vitality - nazivi za energiju lika, tj. količinu zdravlja. Više zdravlja, lik može pretrpjeti više štete, tj. ima više HP - Hit Pointsa.
- Wisdom/Intelligence/Mana - nazivi za magičnu energiju lika. Više mag. energije, više magija može koristiti,tj. ima više MP - Mana Pointsa.
- Strength/Power - snaga lika. Više snage, više fizičke štete može napraviti.
- Magic Power/Mana Power - magična snaga lika. Više mag. snage, više štete magični napadi rade.
- Defense - obrana lika protiv fizičkih napada. Više obrane, manje fiz. štete dobiva.
- Magic Defense - obrana lika protiv mag. napada. Više mag. obrane,manje mag. štete dobiva.
- Evasion/Agility - mogućnost lika da izbjegne napad.
- Speed - brzina lika da reagira na komande.
- Luck - sreća. Utječe na mnoge slučajne događaje u igri.

Ovisno o igri, može biti mnogo više osobina, ali ove su temelj svih.
Već spomenutim dizanjem levela se stječu i specijalne vještine. Kada lik dođe do određenog levela (npr. Level 10), dobit će vještinu koju samo on može koristiti (npr. Power Break - privremeno smanjuje snagu neprijatelja) korisnu družini. Lik se također poboljšava stavljanjem (equip) itema na sebe, poput oklopa, štitnika, ogrlica, narukvica i sl., svaki sa svojim sposobnostima (npr. Gold Armour diže Defense i Mag Def za 10 i omogućuje liku da koristi Holy magiju). Vještine koje lik može naučiti ima mnogo i drugačije su za svaku igru. Za korištenje specijalnih napada i sl. se koriste MP - Mana Points,HP - Hit Points ili AP - Action Points.
Magije se dijele po elementima: vatra, voda, zemlja, zrak (zna biti i neutralni element, te još i svjetlo - mrak). Dijele se po jačini: slaba, jaka i najjača. Još se i dijele po efektima: napadačke (zadaju štetu), statusne (liječe ili stavljaju dobre/loše efekte na likove, poput otrova) i magije za liječenje (obnavljaju energiju). Korištenje magije troši MP - Magic/Mana Points.

### Vrste RPG-a
Po samoj borbi razlikujemo i vrste RPG-a:
- Standardni (turn-based) RPG

Ovo je prva vrsta RPG-a. Borba se igra na poteze, na način da vi odredite svim likovima što da rade putem komandi na ekranu i tek tada se napada i brani. Kontrolu imate jedino kada upisujete komande,tijekom napadanja možete samo gledati rezultate. Ovo je preporučeno za početnike u igranju i igrače naklonjene sporom igranju.
- Taktički RPG

Kompliciraniji oblik gornje vrste. Blizak strateškim igrama na poteze. Borba se odvija na velikom polju podijeljenom na kocke. Likovi se miču po određenom broju polja i tada mogu napadati ili obaviti neku drugu komandu. Uveliko najteži oblik mnogim igračima, treba velika količina znanja i dobra sposobnost taktiziranja.
- Akcijski RPG

Borba je brza i kaotična. Likove upravljate slobodno po prostoru, najčešće vodite jednog, a druga dva vodi kompjuter/konzola. Brzo reagiranje, izbjegavanje i snalaženje općenito je potrebno.
- Hack`n`Slash

Najsličniji akcijskom RPG-u,samo što ovdje vodite likove kroz velik (moguće slučajno kreiran) svijet,ne mijenjajući ekran direktno ulazite u borbu. Neprijatelja nikad dosta i svodi se na njihovo što brže ubijanje i ostati živ. Priča nije razvijena kao u ostalima. Pretežno popularan na PC-u.
- Real-time RPG (stvarno vrijeme)

Poznat i Final Fantasy serijala, Real-time RPG je RPG u kojemu se borba odvija u stvarnom vremenu. Npr. na dnu ekrana imate mjerač koji, kada se napuni, vam donosi meni s opcijama za različite vrste napada. Kad završite potez, čekate da se mjerač ponovno napuni. Međutim, i neprijatelji također imaju mjerač. Kad im se napuni do kraja, i oni mogu napasti.
- MMORPG - eng. Masive Multyplayer On-Line RPG

Odvija se u realnom vremenu s velikim brojem igrača diljem svijeta spojenim na jedan ili više centralnih servera. Popularniji predstavnici ovakvog tipa RPG-a su World of Warcraft i Anarchy Online.
- No ovo nisu svi podžanrovi RPG-a. Proizvođači stalno smišljaju nove tehnike i principe,ali uvijek imaju neku poveznicu s osnovnim oblicima.

### Neprijatelji
Protivnici u RPG-u su većinom čudovišta i/ili vojnici. Čudovišta su često preuzeta iz narodnih mitova i legendi, tako da možete u više igara naići na Minotaura, razne zmajeve, vilenjake i dr. U početku počinjete sa slabim protivnicima, otprilike jednakima vašem Levelu. Postepeno će se mijenjati, jačati i povećavati broj. Svako malo, kada prijeđete jednu lokaciju ili obavite jedan zadatak, borit ćete se protiv bossa, jačeg neprijatelja od ostalih kojih ste do tada susreli. Borbe s bossovima su poznate kao teške i duge. Na kraju svakog RPG-a morate pobijediti bossa, ujedno najjačeg neprijatelja u igri. Zadnje borbe mogu potrajati i do jednog sata.

### Itemi
Itemi su predmeti koje dobivate ili kupovinom ili pobjedom neprijatelja (rjeđe).  Po vrijednosti dijele se na obične i rijetke (rare). Obični itemi služe za liječenje (npr. Potion - liječi 50 HP), stavljanje efekata (statusa), zadavanja štete (Grenade). Tu spadaju i oružja (Weapons), oklopi (Armor) i ostalo (Accesories). Mogu se koristiti u borbi. Rijetki itemi služe za daljni napredak u igri (još se zovu i Key Items ili Quest Items). Ne mogu se iskoristiti, osim kada to treba napraviti da bi mogli nastaviti dalje. Dobivaju se u posebnim uvjetima.

## Priča
Priča u RPG-u mora biti opsežna, s mnogo likova, događanja, lokacija.  Najpoznatiji RPG-evi, npr. Final Fantasy, Star Wars:Knights Of The Old Republic, Disgaea, Mass Effect i mnogi drugi pružaju užitak RPG igranja kroz odličnu priču dugu kao nekoliko romana. Nailazit ćete mnoge likove, upoznati njihove sudbine, upasti u političke, religijske i moralne zavrzlame.  Mnogo moralnih tema se obradilo u RPG-ima, ponekad i šokantnih, ali je svaka ostavila dojam na igrača. Glavna tema u igri je praćena s mnogo sporednih i neobaveznih, svaka sa svojim likovima i događanjima. Sve zajedno se stapaju u jednu cjelinu i čini poseban užitak otkrivati dio po dio priče, sve do velikog finala na kraju kada se sve razrješava.

## Umjetnost RPG-a
RPG ima veliki umjetnički potencijal.  Vrhunski RPG-ovi imaju detaljno isplanirane okoliše, nacrtane rukom i potom prenesene u 3D. Umjetnici koji se ističu su Tetsuya Nomura i Yoshitaka Amano, oba priznata u svom radu u Final Fantasy serijalu, veliki su uzor slikarima fantastičnih prizora.  Druga umjetnost po važnosti u RPG-u jest glazba. Od japanskih poskakujućih melodija do orkestralnih dionica vrijednih štovanja, sve ćete naći u RPG-u.  Glazbeni majstor RPG-a je Nobuo Uemacu, još jedan suradnik u FF-u.  Na kraju imamo i utjecaj filma.  Važnije scene u RPG-ima se često predoče animacijama vrhunske kvalitete. Mogu biti animirane ručno (najčešće je anime), ali popularniji je FMV - Full Motion Video.

## Vanjske poveznice
- RPGnet
- RPG Host
- RPG Vault  Arhivirana inačica izvorne stranice od 10. rujna 2005. (Wayback Machine)
- RPG Planet
- RPG News